# Gabriel Cevallos
José Gabriel Cevallos (n. Guayaquil, Ecuador; 19 de marzo de 1998) es un futbolista ecuatoriano. Juega de portero y su equipo actual es Macará de la Serie A de Ecuador.

## Trayectoria
Se inició en 2008 en Cuniburo Fútbol Club, luego pasó a las formativas de Liga Deportiva Universitaria hasta 2016, posteriormente fichó por Barcelona Sporting Club. 
En 2019 llegó en condición de préstamo al América de Quito. 
Desde la temporada 2020 hasta 2021 jugó en el Centro Deportivo Olmedo en la Serie A.
En 2022 ficha por Guayaquil City Fútbol Club.
Para la temporada 2023 ficha por Macará.

## Selección nacional
El 5 de septiembre de 2021 fue convocado a la selección absoluta para disputar el partido por la eliminatorias sudamericanas al Mundial Catar 2022 ante Uruguay.

### Categorías inferiores

#### Participaciones en Sudamericanos
| Campeonato                     | Sede     | Resultado    | Partidos | Goles |
| ------------------------------ | -------- | ------------ | -------- | ----- |
| Sudamericano Sub-17 de 2015    | Paraguay | Tercer lugar | 8        | 0     |
| Sudamericano Sub-20 de 2017    | Ecuador  | Subcampeón   | 9        | 0     |
| Juegos Panamericanos Lima 2019 | Perú     | Primera fase | 3        | 0     |

#### Participaciones en Copas del Mundo
| Campeonato                  | Sede          | Resultado        | Partidos | Goles |
| --------------------------- | ------------- | ---------------- | -------- | ----- |
| Copa Mundial Sub-17 de 2015 | Chile         | Cuartos de final | 5        | 0     |
| Copa Mundial Sub-20 de 2017 | Corea del Sur | Fase de grupos   | 2        | 0     |

### Selección absoluta

#### Participaciones en eliminatorias
| Eliminatorias      | Sede            | Resultado   | Partidos | Goles |
| ------------------ | --------------- | ----------- | -------- | ----- |
| Eliminatorias 2022 | América del Sur | Clasificado | 0        | 0     |

## Estadísticas

### Clubes
Actualizado al último partido disputado el 17 de mayo de 2025.
| Club                                   | Div.          | Temporada     | Liga  | Liga  | Copas nacionales | Copas nacionales | Copas internacionales | Copas internacionales | Total | Total | Total |
| Club                                   | Div.          | Temporada     | Part. | Goles | Part.            | Goles            | Part.                 | Goles                 | Part. | Goles | Prom. |
| -------------------------------------- | ------------- | ------------- | ----- | ----- | ---------------- | ---------------- | --------------------- | --------------------- | ----- | ----- | ----- |
| Liga Deportiva Universitaria · Ecuador | 1.ª           | 2014          | 0     | 0     | —                | —                | —                     | —                     | 0     | 0     | 0     |
| Liga Deportiva Universitaria · Ecuador | 1.ª           | 2015          | 0     | 0     | —                | —                | —                     | —                     | 0     | 0     | 0     |
| Liga Deportiva Universitaria · Ecuador | 1.ª           | 2016          | 0     | 0     | —                | —                | —                     | —                     | 0     | 0     | 0     |
| Liga Deportiva Universitaria · Ecuador | Total club    | Total club    | 0     | 0     | 0                | 0                | 0                     | 0                     | 0     | 0     | 0     |
| Barcelona S. C. · Ecuador              | 1.ª           | 2017          | 0     | 0     | —                | —                | —                     | —                     | 0     | 0     | 0     |
| Barcelona S. C. · Ecuador              | 1.ª           | 2018          | 0     | 0     | —                | —                | —                     | —                     | 0     | 0     | 0     |
| Barcelona S. C. · Ecuador              | Total club    | Total club    | 0     | 0     | 0                | 0                | 0                     | 0                     | 0     | 0     | 0     |
| América de Quito · Ecuador             | 1.ª           | 2019          | 3     | 6     | 3                | 4                | —                     | —                     | 6     | 10    | 1.67  |
| América de Quito · Ecuador             | Total club    | Total club    | 3     | 6     | 3                | 4                | 0                     | 0                     | 6     | 10    | 1.67  |
| Olmedo · Ecuador                       | 1.ª           | 2020          | 20    | 35    | —                | —                | —                     | —                     | 20    | 35    | 1.75  |
| Olmedo · Ecuador                       | 1.ª           | 2021          | 27    | 65    | —                | —                | —                     | —                     | 27    | 65    | 2.41  |
| Olmedo · Ecuador                       | Total club    | Total club    | 47    | 100   | 0                | 0                | 0                     | 0                     | 47    | 100   | 2.13  |
| Guayaquil City · Ecuador               | 1.ª           | 2022          | 2     | 4     | 1                | 1                | —                     | —                     | 3     | 5     | 1.67  |
| Guayaquil City · Ecuador               | 1.ª           | 2023          | 2     | 5     | —                | —                | —                     | —                     | 2     | 5     | 2.5   |
| Guayaquil City · Ecuador               | Total club    | Total club    | 4     | 9     | 1                | 1                | 0                     | 0                     | 5     | 10    | 2     |
| Macará · Ecuador                       | 1.ª           | 2024          | 9     | 9     | 0                | 0                | —                     | —                     | 9     | 9     | 1     |
| Macará · Ecuador                       | 1.ª           | 2025          | 13    | 13    | 0                | 0                | —                     | —                     | 13    | 13    | 1     |
| Macará · Ecuador                       | Total club    | Total club    | 22    | 22    | 0                | 0                | 0                     | 0                     | 22    | 22    | 1     |
| Total carrera                          | Total carrera | Total carrera | 76    | 137   | 4                | 5                | 0                     | 0                     | 80    | 142   | 1.78  |
| 1.                                     |               |               |       |       |                  |                  |                       |                       |       |       |       |

## Vida personal
Es hijo del exguardameta José Francisco Cevallos que militó en Liga Deportiva Universitaria, es hermano del también futbolista José Cevallos Enríquez.